# Travnička Vrata
Travnička Vrata är ett bergspass i Bosnien och Hercegovina.   Det ligger i entiteten Federationen Bosnien och Hercegovina, i den centrala delen av landet, 50 km väster om huvudstaden Sarajevo. Travnička Vrata ligger 1 806 meter över havet.
Terrängen runt Travnička Vrata är bergig åt sydväst, men åt nordost är den kuperad. Travnička Vrata ligger uppe på en höjd. Närmaste större samhälle är Voljevac, 11,1 km sydväst om Travnička Vrata. Passet går mellan topparna Tikva och Krstac.
I omgivningarna runt Travnička Vrata växer i huvudsak blandskog. Runt Travnička Vrata är det ganska tätbefolkat, med 93 invånare per kvadratkilometer.